# Plectris vonvolxemi
Plectris vonvolxemi är en skalbaggsart som beskrevs av Frey 1967. Plectris vonvolxemi ingår i släktet Plectris och familjen Melolonthidae. Inga underarter finns listade i Catalogue of Life.